# El Zapote, Champotón
El Zapote är en ort i Mexiko.   Den ligger i kommunen Champotón och delstaten Campeche, i den östra delen av landet, 900 km öster om huvudstaden Mexico City. El Zapote ligger 4 meter över havet och antalet invånare är 178.
Terrängen runt El Zapote är platt. Runt El Zapote är det glesbefolkat, med 11 invånare per kvadratkilometer. Närmaste större samhälle är Champotón, 13,5 km nordväst om El Zapote. I omgivningarna runt El Zapote växer i huvudsak lövfällande lövskog.